# آدام کوری (بازیکن فوتبال)
آدام کوری (انگلیسی: Adam Curry؛ زادهٔ ۲۱ مهٔ ۱۹۹۷) بازیکن فوتبال است.
از باشگاه‌هایی که در آن بازی کرده‌است می‌توان به باشگاه فوتبال آلفرتون تاون اشاره کرد.